# سوین تافت
سوین تافت (انگلیسی: Svein Tuft؛ زادهٔ ۹ مهٔ ۱۹۷۷) دوچرخه‌سوار اهل کانادا است.
از باشگاه‌هایی که در آن بازی کرده‌است می‌توان به تیم اوریکا–اسکات، کنندیل–دراپاک، و اسپایدرتک–سی۱۰ اشاره کرد.
وی در مسابقات کشوری و بین‌المللی در مجموع برندهٔ ۳ مدال نقره، ۲ مدال برنز شده‌است.